# Constitutional Reform Act 2005
The Constitutional Reform Act 2005 er en britisk forfatningslov, der skal fremme magtens tredeling.  

## Mindre magt til lordkansleren
Loven fratager lordkansleren (The Lord High Chancellor of Great Britain) sin stilling som født formand for Overhuset og som den ledende dommer i Storbritannien. 
I stedet skal lordkansleren fra 2009 kun være medlem af regeringen. Loven betyder, at posten som lordkansler (justitsminiser) siden juni 2007 har været besat af medlemmer af Underhuset først af Jack Straw, derefter af Kenneth Clarke og senere af Chris Grayling. 

## Valgt formand for Overhuset
Siden 2006 har Overhuset selv valgt sin formand (The Lord Speaker), først Helene Hayman, baronesse Hayman, derefter Frances D'Souza, baronesse D'Souza. 

## Højesteret
Den 1. oktober 2009 fik Storbritannien sin første højesteret. De første 12 dommere havde hidtil været medlemmer af Overhusets Appeludvalg, der blev nedlagt ved samme lejlighed. 

## Britisk forfatning
Constitutional Reform Act 2005 betragtes som en del af Storbritanniens forfatning. 